# Катастрофа Ил-14 под Эгвекинотом
Катастрофа Ил-14 под Эгвекинотом — авиационная катастрофа, произошедшая в день понедельника 1 сентября 1969 года на берегу залива Креста близ Эгвекинота. Авиалайнер Ил-14П Анадырского ОАО предприятия «Аэрофлот» выполнял регулярный внутренний рейс SU-55 по маршруту Анадырь — Эгвекинот, но через 5 минут после взлёта из Анадырского аэропорта Угольный лайнер вернулся в аэропорт вылета. Вскоре лайнер взлетел из аэропорта, но при заходе на посадку в Эгвекинотском  аэропорту Залив Креста лайнер врезался в гору Думка на берегу залива Креста и полностью разрушился. Из находившихся на его борту 27 человек — 22 пассажиров и 5 членов экипажа, погибли 22 человека, выжили пятеро, из которых все получили ранения. 
Катастрофа рейса 55 стала крупнейшей авиационной катастрофой в истории Чукотского автономного округа.

## Самолёт
Ил-14П (по другим данным — Ил-14М) с заводским номером 146000205 и серийным 02-05 был выпущен заводом «Знамя Труда» (Москва) 17 апреля 1956 года, после чего продан Главному управлению гражданского воздушного флота. Авиалайнер получил бортовой номер СССР-Л1731 и был передан Московскому территориальному управлению, где, возможно, был направлен во Внуковский авиаотряд. В 1959 году, в связи с перерегистрацией, бортовой номер сменился на CCCP-61731. К 1 февраля 1962 года самолёт был переведён в Анадырский объединённый авиаотряд (150-й лётный отряд) Магаданского управления гражданской авиации. Всего на момент катастрофы самолёт имел наработку 22 964 лётных часа и совершил 14 302 цикла «взлёт—посадка».

## Экипаж
Ил-14 пилотировал экипаж из 150-го лётного отряда Анадырского ОАО, в состав которого входили 5 членов экипажа:
- Командир воздушного судна — Иванушкин Юрий Алексеевич;
- Второй пилот — Антюфеев Николай Алексеевич;
- Штурман — Чудов Анатолий Васильевич;
- Бортмеханик — Шелофастов Евгений Данилович;
- Бортрадист — Романьков Александр Иванович;

## Хронология событий
1 сентября 1969 года, в 09:19 местного времени (21:19 МСК 31 августа) рейс SU-55 с 22 пассажирами и 5 членами экипажа вылетел из Анадырского аэропорта Угольный, а рейс выполнял Ил-14П борт СССР-61731, летящий из Анадыря в Эгвекинот. Однако всего через 5 минут (09:24) борт 61731 приземлился обратно в Анадыре, так как аэропорт Залив Креста, который обслуживает город Эгвекинот, закрылся из-за сложных погодных условий. Через пару с лишним часов погода над Эгвекинотом улучшилась, а аэропорт Залив Креста согласился принять рейс 55. Наконец, в 12:13 с 22 пассажирами, 5 членами экипажа, 493 кг почты и 452 кг груза на борту Ил-14 вылетел в Эгвекинот, а после подъёма занял высоту 2400 метров. Спустя полчаса после того как борт 61731 повторно вылетел из Анадырского аэропорта, на АМСГ этого самого аэропорта из аэропорта Залив Креста пришёл новый прогноз погоды, согласно которому к прибытию самолёта там уже должен был быть туман, из-за которого в зоне посадки видимость не должна была превышать 1000—2000 метров. Руководителем полётов на диспетчерском пункте в Анадыре в это время был Попов В. И., который после получения прогноза однако разрешил рейсу 55 продолжать полёт до Эгвекинота.
Когда экипаж установил связь с диспетчером аэропорта Залив Креста, то получил от него прогноз: сплошная слоисто-дождевая и разорвано-дождевая облачность с нижней границей 600 метров, дождь, ветер 180° 7 м/с, в порывах до 12 м/с, видимость до 8 километров, посадочный курс 170°. Также диспетчер дал разрешение выходить на приводную радиостанцию (привод) на высоте 2100 метров. Когда экипаж доложил о пролёте привода, диспетчер разрешил пробивать облачность по установленной схеме. Согласно этой схеме, самолёт должен был, следуя по курсу 170°, выйти из облаков, после чего, находясь над заливом, развернуться на 180°, заняв тем самым курс, обратный посадочному — 350°, после чего уже можно было выполнять стандартную схему захода на посадку. Минут через 5—6 после дачи разрешения на пробивание облачности диспетчер спросил у экипажа какова нижняя граница облаков, однако борт 61731 уже больше не отвечал. После ряда неудачных попыток установить связь были начаты поиски самолёта.
На следующий день поисковые службы обнаружили разрушенный и почти сгоревший авиалайнер на горе Думка (высота 250 метров), что в 20 километрах к юго-юго-западу от Эгвекинота (24 км от аэропорта Залив Креста по азимуту 198°) и в 9,5 километрах к западу от оси установленной схемы пробивания облачности. Как было установлено, в 13:05 летящий в облаках по фактическому курсу 240° Ил-14 на высоте 235 метров врезался в склон горы, после чего, разрушаясь, промчался по нему вверх, переместился через вершину, а затем скатился по противоположному склону до высоты 170 метров и загорелся. В результате происшествия 5 пассажиров были ранены, но выжили. Остальные 17 пассажиров и весь экипаж, то есть всего 22 человека, погибли. До настоящего времени это крупнейшая авиационная катастрофа в истории Чукотки.

## Причины

### Анализ данных
Как было установлено в ходе расследования, основной радиопередатчик на дальнеприводной радиостанции был неисправен, а вместо него уже с 19 августа работал резервный. Но облётов с целью проверки этого резервного передатчика не проводили, тогда, как оказалось, он давал неверные излучения. В результате такого нарушения теперь самолёты в случае выдерживания оси пути по радиокомпасу теперь фактически начинали уходить вправо, то есть в случае следования на юг — к западу. Помимо этого, в прогнозе, который получил экипаж, ожидался северный ветер, тогда как на самом деле в районе Эгвекинота дул южный ветер, то есть противоположный по направлению. На какое направление ветра опирался экипаж при выполнении своих расчётов точно определить невозможно, но вероятнее всего, что это был северный, так как он был указан в прогнозе погоды. В этом случае экипаж неверно определил время и вертикальную скорость снижения, после чего начал снижаться до высоты 300 метров. Самолёт начал уклоняться от схемы, и экипаж это заметил, но решил, что такое уклонение вызвано северо-западным ветром. Тогда для исправления пилоты увеличили курс, то есть довернули правее, пытаясь вернуться на схему. В результате нарушение в работе приводной радиостанции, неверный расчёт времени и вертикальной скорости снижения, а также ошибочное мнение экипажа о северо-западном ветре фактически привели к тому, что авиалайнер начал отклоняться к западному берегу залива, направляясь прямо на горы.
Увидев под собой морскую поверхность и не зная своего фактического местонахождения, экипаж решил, что снижение происходит по схеме. Следуя в разрывах облаков, Ил-14 снизился до высоты 300 метров, после чего был начат стандартный разворот по часовой стрелке на курс 350° со снижением. С правым креном лайнер влетел в облака, которые закрыли землю, а через короткое время борт 61731 врезался в горный склон.

### Заключение
По мнению комиссии, основным виновником катастрофы стал командир самолёта Юрий Иванушкин, который после достижения безопасной высоты 300 метров не стал ждать разрешения от диспетчера, самовольно продолжив снижение под безопасную высоту.
Сопутствовали катастрофе нарушения в организации управления воздушным движением:
1. Приводная радиостанция из-за неправильной работы радиопередатчика фактически уводила вправо, из-за чего экипаж, пытаясь выдерживать линию пути, уходил вправо от этой линии.
2. В прогнозе погоды направление ветра и его высота были определены неправильно, что привело к ошибкам экипажа в расчётах, а затем и преждевременному снижению.
3. Экипаж не получал штормового предупреждения, что сопки закрыты облаками.
4. Диспетчерские службы в Анадыре и Заливе Креста плохо организовывали безопасность полётов при приёме и выпуске самолётов.